# Gilly (Charleroi)
Pour les articles homonymes, voir Gilly.
Gilly ([ʒili] ; en wallon Djilî) est une section de la ville belge de Charleroi située en Wallonie dans la province de Hainaut. Elle constituait l'une des quatorze communes qui ont fusionné en 1977 avec Charleroi.

## Toponymie
Gilly est pour la première fois repris sont le toponyme Gislero en 866 qui se transforme en Gislir dans une charte de Notger en 980 puis Gilier et enfin Gilly dès 1359[réf. à confirmer].

## Géographie

### Topographie
Gilly, au nord-est de Charleroi, se situe au sein d'une région densément urbanisée de l'ancien bassin minier de Charleroi. Les rares espaces verts qu'on y trouve sont les terrils, collines artificielles qui sont progressivement colonisées par la végétation. Ils sont constitués de déblais schisteux issues de l'extraction de la houille pendant des siècles. Ces collines ont modifié le relief de la localité et en constituent les points culminants à 213 m d'altitude au terril des Nutons et au terril des Mastelles.
Le nord de la localité se situe à la limite sud du plateau brabançon. Les parties les moins élevées de Gilly se trouvent à l'est avec le vallon du ruisseau de Gominroux, affluent de la Sambre, où l'altitude s'abaisse à environ 100 m et au sud avec la vallée de la Sambre.

### Géologie
Gilly est situé dans une zone d'affleurement des terrains houillers où les veines carbonifères sont relativement proches de la surface du sol, ce qui a permis leur exploitation dès le XVIIe siècle.

### Morphologie urbaine

#### Quartiers et lieux-dits
Gilly est divisé en sept quartiers :
- Gilly Haies, quartier qui est situé au nord-est de la localité. Le mot haies signifie clôture faite d'arbustes, de buissons, ou de petits arbres et branchages qui sert à délimiter un champ. Le quartier des Haies était, si pas boisée de hautes tiges ou recouvert de petites plantations[5].
- Gilly Vallée, une rue porte le nom qui longe le terril du puits des Vallées qui était exploité par la Société des Houillières-Unies du bassin de Charleroi, qui a fermé le 27 avril 1963[6].
- Les Corvées, quartier qui est situé à la limite avec Châtelineau.
- Les Quatre Bras de Gilly, quartier qui se trouve au carrefour des Chaussées de Lodelinsart, Fleurus, Châtelet et de Charleroi.
- le Sart Allet, quartier qui se situe au nord-est. Au XVIIe siècle, une partie du quartier du Sart Allet était déjà défrichée[7]. Sur la place du quartier, est érigée l'église Sacré-Cœur.
- le Sart Culpart, quartier qui se situe à l'est de la localité.
- Soleilmont.

##### Lieux-dits
Les lieux-dits sont :
- Louvy, nom d'origine d'une présence de loups sur le territoire[8].
- Village, où se trouve l'église Saint-Rémy.
- Les Hauchies, nom donné a l'origine à plusieurs ateliers où on a produit des cordes et des câbles de traction[9].
- Le Gazomètre, nom d'origine donné a une usine à gaz remplacé ultérieurement par les installations des Forges, Usines et Fonderies de Gilly[10].
- Au Noir Dieu,
- Chantraine, il est situé à proximité des rues Devillez et de l'Hôpital[11].
- Le Rambulant, dans l'atlas des communications vicinales de 1844, l'endroit s'appelait déjà Rambulant[12].
- Au Pont d'Arcole, nom donné à une rue du nom d'une localité d'Italie dans la province de Vérone, sur l'Alpone, affluent de l'Adige[13].
- Les Nûtons, (voire cité des Nutons).
- Le Bois de Lobbes, une rue porte le nom il est situé entre la rocade gillicienne et les Hauchies.
- Les Auduins, La dénomination « Auduins » est l'aboutissement de l'évolution graphique du mot « zodowin(s) » qui apparaît pour la première fois dans un document du 24 octobre 1522[14].

#### Cités
Les cités sont :
- Cité Germinal, « Le Foyer Gillicien », a successivement fait ériger en 1951, en 1963, 132 maisons à trois chambres, 8 appartements à deux chambres et 89 maisons à trois et cinq chambres, en 1965, un immeuble de 24 appartements qui se situe à la rue du Pont d'Arcole et, en 1974, un autre immeuble avec 51 appartements dans cette rue et un autre de 115 appartements à la rue du Rambulant[15].
- Cité Gailly, nom donné en l'honneur de Joseph Gailly, conseiller provincial et administrateur-gérant de la société de construction d'habitations à bon marché « Le Foyer Gillicien »[16].
- Cité des Nutons, érigé en 1958 à l'initiative de la société coopérative « Le Foyer Gillicien », elle est composée de 11 maisons et 4 appartements[17].
- Cité des Gayolles ou cité Léopold Tibbaut, il a été créé en 1980 par le « Foyer Gillicien » qui a érigé des appartements (28 en 1980 et 36 en 1983) et des maisons unifamiliales (36 en 1980 et 17 en 1983)[18]. Le mot gayolle signifie cage en wallon. Cette cité porte aussi le nom de Léopold Tibbaut dernier bourgmestre de Gilly avant la fusion des communes en 1977.

#### Terrils
Les terrils sont Les Vallées, des Mastelles, Saint-Xavier no 3, des Nutons et des Viviers.

## Démographie
| 1801  | 1846  | 1900   | 1947   | 1977   | 2001   |
| ----- | ----- | ------ | ------ | ------ | ------ |
| 2 810 | 7 522 | 22 604 | 24 271 | 22 231 | 19 691 |

## Histoire

### Origine
Des fouilles effectuées en 1868 ont révélé la présence d'un oppidum de l'époque gauloise à Soleilmont où la fabrication de poteries était assez développée. D'autres fouilles ont mis au jour les restes d'une villa romaine à la limite avec Montignies-sur-Sambre.
Le nom de Gilly est mentionné pour la première fois dans le polyptyque de l'Abbaye de Lobbes en 866 dont cette localité était une dépendance au même titre que de nombreuses localités de la région de Charleroi telles que Jumet, Lodelinsart, Heigne, Roux, Dampremy, Charnoy, etc. Des redevances étaient acquittées à l'abbaye en nature à partir des productions locales : en avoine, froment, fruits, lin, vin, cire, voire en corvées, le servage étant toujours en usage. L'abbé avait droit de justice et nommait les édiles communaux, mayeurs et échevins. Le village passe ensuite sous l'autorité du comté de Namur. Cette appartenance est contestée sans succès par le prince-évêque de Liège aux XIVe et XVe siècles.
Gilly passe ensuite successivement sous l'autorité des ducs de Bourgogne, de l'Espagne puis de l'Autriche. Le XVIIe siècle est une période de calamités pour Gilly. Elles sont causées par la proximité de la citadelle de Charleroi et de ses sièges qui amènent réquisitions, incendies et pillages par des gens de guerre. Le XVIIIe siècle ramène le calme jusqu'à la Révolution française en 1789. Des chaussées sont construites et la population de Gilly augmente. À la fin de l'Ancien régime, s'amorce un mouvement de contestation de l'autorité autrichienne lors d'assemblées organisées à Jumet et Gilly. Concrètement, les gilliciens refusent de payer les aides et tailles dus aux seigneurs locaux au service de l'Autriche.
Au niveau industriel, la verrerie voit le jour à Gilly au début de l'époque moderne. Par octroi des archiducs Albert et Isabelle daté du 26 juin 1599, Rock de Colnet établit la verrerie des Hamendes. En 1686, Jean-Baptiste de Colnet obtient l'autorisation du roi d'Espagne d'établir à Gilly une verrerie pour la fabrication de vitraux peints. L'industrie du charbon naît en parallèle. Dès le XVIIe siècle, les veines de charbon sont exploitées ainsi que l'indique une convention datant de 1666. En 1770, un document administratif mentionne une exploitation importante et des ressources abondantes de houille sur le territoire de Gilly. Les premiers terrils apparaissent : « les débris de houillères couvrent la surface en bien des endroits jusqu'à trois ou quatre pieds de hauteur ».

### Époque contemporaine
À la suite de la conquête du territoire belge par les armées de la République française à la fin du XVIIIe siècle, Gilly est rattaché administrativement au département de Jemappes. Le 15 juin 1815, a lieu la bataille de Gilly qui oppose l'armée française commandée par Napoléon Ier et l'arrière-garde de l'armée prussienne composée d'environ 10 000 hommes, sous les ordres du général von Ziethen. Ce combat, à la veille de la bataille de Ligny marque le début des hostilités de la campagne de Belgique. Au cours d'une charge de cavalerie, le général Letort, commandant des dragons de la Garde impériale et aide de camp de Napoléon, poursuit l'infanterie prussienne en la sabrant, enfonce deux carrés d'infanterie et met en pièce le 28e régiment prussien. Il est cependant mortellement blessé par balle au bas-ventre. C'est à Gilly (Sart Allet) que Napoléon observe du haut d'un vieux moulin la bataille engagée dans les bois de Soleilmont entre les Prussiens et les Français du général Letort.
La seconde moitié du XIXe siècle voit l'accélération de l'exploitation minière sur le sol de Gilly. En 1857, est fondée la Société Civile de Noël-Sart-Culpart ainsi que la SA des Houillères Unies du Bassin de Charleroi, fruit de la fusion de plusieurs charbonnages. Le charbonnage Vallées-Congo et Yser commence ses activités vers 1868 et la SA des charbonnages du Nord de Gilly à partir de 1874. Parallèlement apparaissent dans le paysage les différents terrils de Gilly : des Nutons, Les Vallées, Congo et Yser, des Viviers et des Mastelles. De nombreux charbonnages et maisons ouvrières sont construites et la population augmente rapidement. En 1930, le terril des Vallées s'effondre sur le quartier de Louvy heureusement sans causer de victimes. Après la Seconde Guerre mondiale, l'importante activité minière périclite progressivement jusqu'à sa cessation dans les années 1970. Les charbonnages sont alors abandonnés ou détruits et certains terrils (terril des Viviers et Congo et Yser) sont arasés pour laisser la place à de nouveaux bâtiments tels que le Grand Hôpital de Charleroi sur le site des Viviers.
La verrerie, présente dans de nombreuses localités de Charleroi, connaît également un bel essor à Gilly avec la construction de deux usines au cours du XIXe siècle : La Discipline et la SA des verreries de Charleroi. Ces sociétés produisent des vitres dans des fours à pot puis dans des fours à bassin plus rentables à partir de 1884. En 1886, Gilly, comme les autres localités du bassin de Charleroi, est touchée par de grandes grèves et émeutes d'ouvriers de l'industrie charbonnière et verrière. Une des raisons est l'introduction des fours à bassin dans les verreries qui ainsi produisent plus et nécessitent moins de main-d'œuvre. L'abbaye de Soleilmont est incendiée et pillée et l'armée belge doit intervenir pour étouffer l'insurrection ouvrière. La production de verre cessera à la fin des années 1970 notamment à la suite de conflits sociaux à la verrerie La Discipline. Le terrain des anciennes verreries est alors progressivement réhabilité pour accueillir des PME et des logements.
Gilly a perdu son autonomie communale à la suite de la loi du 30 décembre 1975 est fusionné avec 14 autres communes pour former l'entité de Charleroi.

## Armoiries
|  | Sceau de l'ancienne administration communale de Gilly. Blasonnement : Un Saint-Remi mitré, revêtu de ses habits pontificaux, tenant de la main droite une fiole que lui apporte une colombe et de la gauche la crosse épiscopale, le saint placé devant une clef formant sautoir avec la crosse. - Délibération communale : 17 juillet 1906 - Arrêté royal : 9 novembre 1907 - Moniteur belge : 20 novembre 1907 |

## Listes des bourgmestres
Les bourgmestres de Gilly de 1830 à 1976, avec leur parti politique :
- Bonaventure Gilleaux de 1811 à 1831, (Parti Libéral) ;
- Ferdinand Hanoteau de 1831 à 1854, (Parti Libéral) ;
- Jean-Baptiste Wautelet de 1855 à 1860, (Parti Libéral) ;
- Jean-Baptiste Genard de 1861 à 1869, (Parti Libéral) ;
- Florent Hanoteau de 1870 à 1880, (Parti Libéral) ;
- Sylvain Berger de 1881 à 1884, (Parti Libéral) ;
- Nicolas Frère de 1884 à 1894, (Parti Libéral) ;
- François Dofny de 1895 à 1903, (Parti Libéral) ;
- Joseph Meurice de 1904 à 1912, (Parti Catholique) ;
- Modeste Drailly de 1912 à 1914, (?) ;
- Oscar Lambot de 1914 à 1921, (Parti Catholique) ;
- Léopold Latinis de 1921 à 1927, (POB) ;
- Elie Abel Braconnier de 1927 à 1936, (POB) ;
- Joseph Gailly de 1936 à 1960, (POB-PSB) ;
- Léopold Tibbaut de 1960 à 1976, (PSB)[31],[32].

## Patrimoine et culture

### Patrimoine architectural et monumentaux

#### Patrimoine civil
- Terril des Viviers, site de grand intérêt biologique.

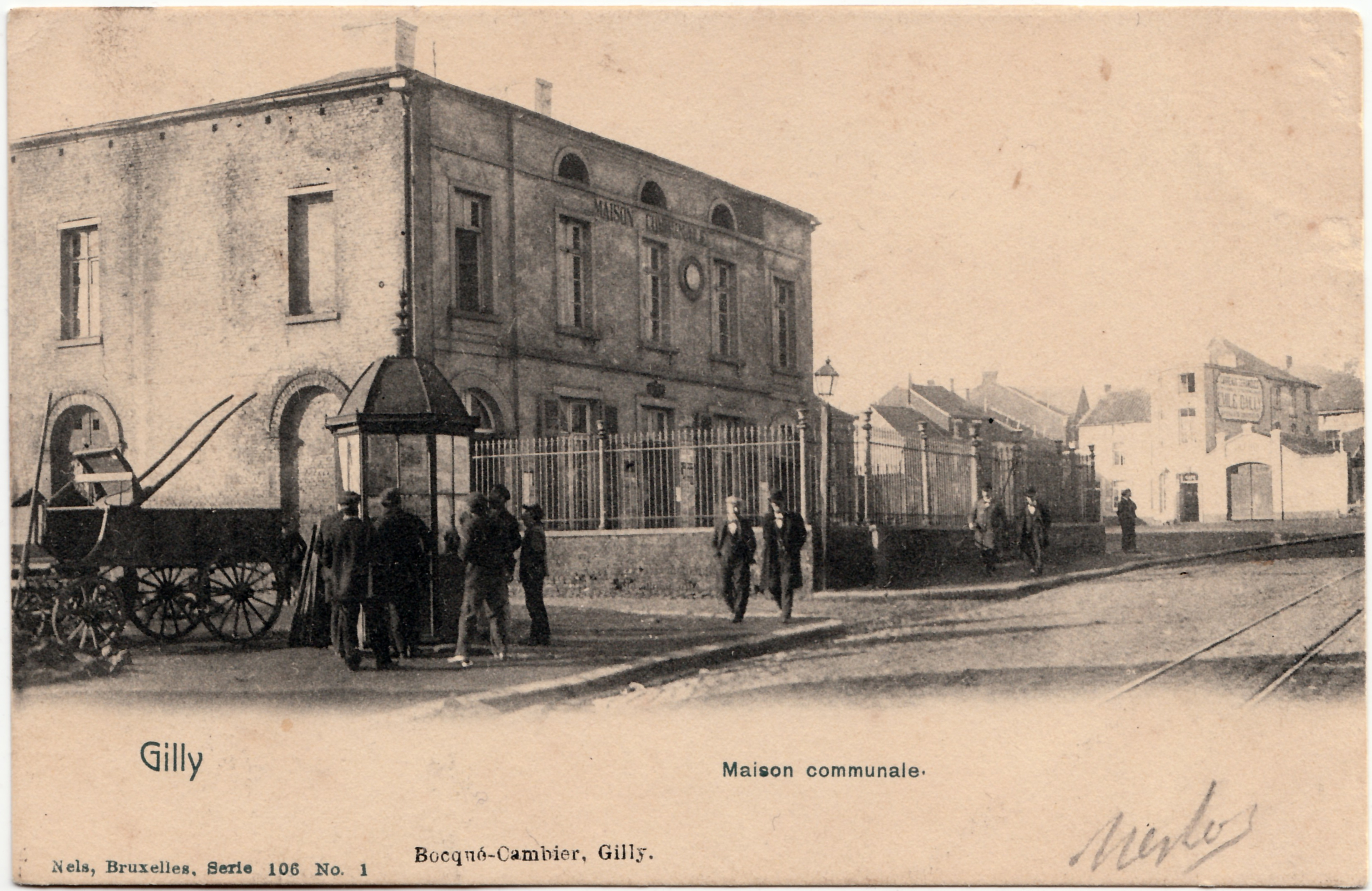
L'ancienne maison communale de 1825, vue de la chaussée de Lodelinsart. (Carte postale du début du XXe siècle).

- Hôtel de ville de Gilly. La première maison communale fut édifiée en 1824 sous le régime hollandais[33]. En 1864, les locaux sont jugés vétustes et insuffisants et en 1875 un concours pour une nouvelle maison communale est lancé à tous les architectes du pays[33]. Il y a eu un projet d'hôtel de ville de style néo-flamand avec beffroi conçu par l'architecte Jean-Jacques Winders[34]. Après 37 ans de tergiversation entre autorités locales, pouvoirs de tutelle, architectes et expropriations le projet tombe à l'eau[35]. Les services communaux déménagent dans des maisons expropriées qui se trouvent à l'arrière de la place et aménagées en bureaux. Ils resteront jusqu'en 1963[35]. En mars 1953, un nouvel architecte est désigné, il se nomme Jules Lair[34]. L'avant-projet est approuvé en 1955[35]. Et le projet définitif en janvier 1960[35]. Le projet ne sera pas concrétisé en raison du décès de l'architecte à la suite d'un accident de circulation[36]. Le dossier est confié aux architectes Gérard Debrigode et André Balériaux[37]. En septembre 1963 des préfabriqués sont installés sur la place Chantraine[38]. La première pierre fut scellée le 30 septembre 1971 par Lucien Harmignies, à l'époque ministre de l'Intérieur[38]. L'inauguration du nouvel hôtel de ville eut lieu le 27 juin 1976, et portera son nom jusqu'au 7 janvier 1977 pour devenir une maison communale annexe[38].
- Grand Hôpital de Charleroi (GHdC). En 2018, début de la construction d'un hôpital sur le site des Viviers à Gilly ouverture prévue 2024.

#### Patrimoine religieux
- Abbaye de Soleilmont. Abbaye de moniales cisterciennes. En 1088, elle est fondée par des religieuses auxquelles viennent se joindre, selon la légende, des épouses dont le mari était parti aux Croisades. Les premières religieuses qui l'occupent, sous le pontificat du pape Grégoire VIII, étaient probablement des Bénédictines de l'Ordre de Saint Benoît[39]. En 1794, la bataille de Fleurus, remportée par Jourdan contre les Autrichiens, ouvre davantage la Belgique à la France. De ce fait, les sœurs doivent vendre l'intégralité du patrimoine pour payer une contribution de 30 000 francs imposée par l'occupant[39]. L'abbaye fut pillée par les grévistes en 1886 mais les pièces précieuses furent sauvées notamment une lettre datant de 1617 de l'Archiduc Albert, une statue en bois de Saint-Bernard datant du XVe siècle et une étole du même saint datant du XIIe siècle et de précieuses archives furent également mises à l'abri[40]. En 1914, à l'arrivée des Allemands et pendant la bataille de Charleroi (Couillet du 22 au 24 août), l'abbaye est transformée en hôpital. Le jour de Noël 1963, un immense incendie ravage l'ensemble des bâtiments[41]. Devenu inhabitable, l'abbaye de Soleilmont fut abandonnée et remplacée par des nouvelles constructions dans le bois de Soleilmont, sur le territoire de Fleurus[41].
- Église Sainte-Barbe. La première pierre est posée le 24 mars 1863 en présence de nombreuses personnalités[42] en style néo-gothique par l'architecte Pasquet[43].

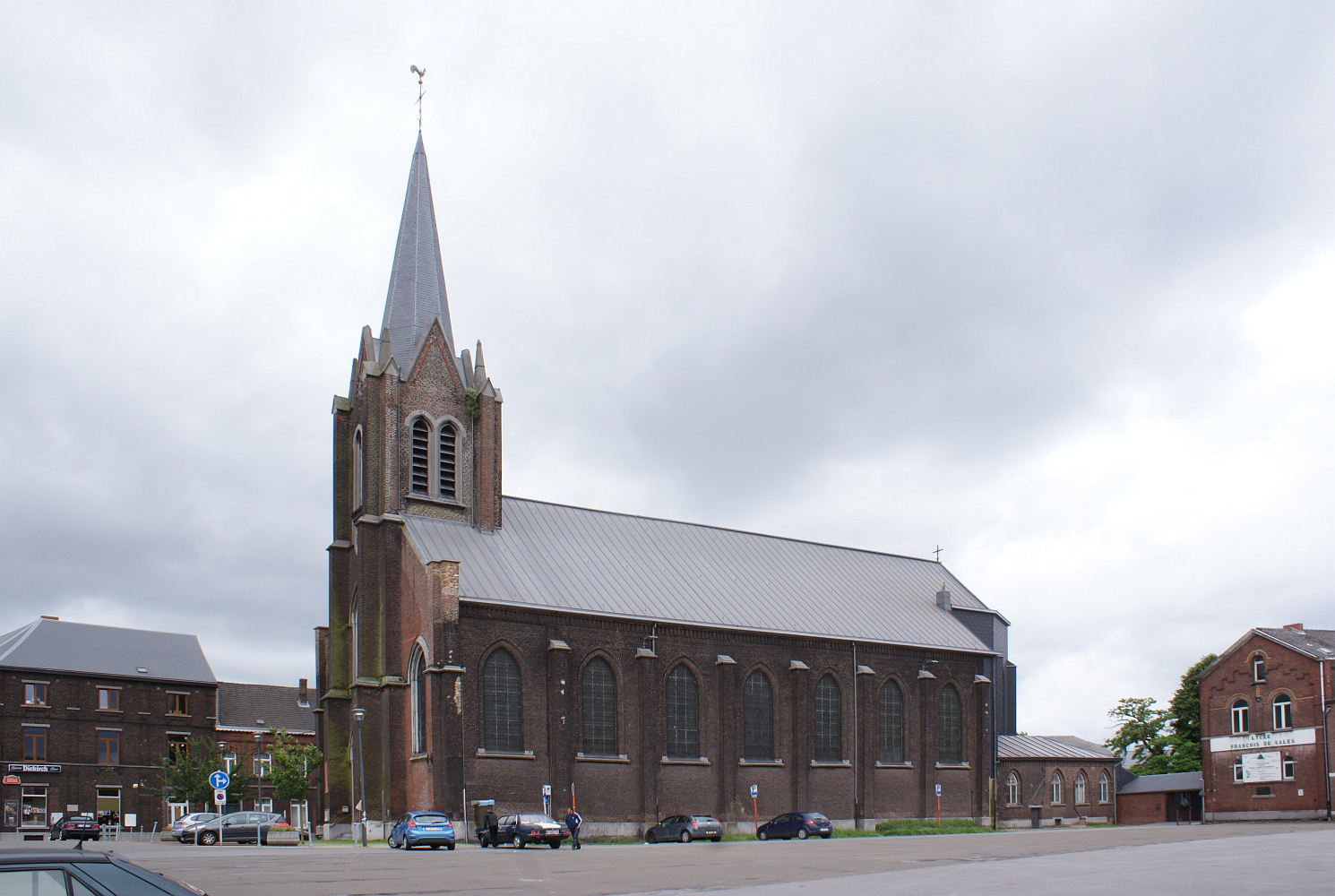
L'église Sainte-Barbe.

- Église du Sacré-Cœur. Le nombre d'habitants ne cessant de croître au quartier du Sart Allet, un oratoire fut ouvert en 1878 pour faciliter l'accueil des catholiques pratiquants[44]. L'église fut érigée dans le quartier de Sart-Allet en 1888 de style néo-roman[45].
- Église Notre-Dame de Lourdes. Elle se trouve dans le quartier de Sart-Culpart. Durent le XIXe siècle, avec le développement du commerce et de l'industrie locale, la population gillicienne n'a cessé d'augmenter et notamment celle du Sart-Culpart[46]. Vers 1900 il y eut la possibilité de construire une église à leur intention mais le projet est abandonné[46]. La première pierre est posée le 30 avril 1923 et consacrée le 25 mars 1925 de style néo-roman. L'église est dédiée à Notre-Dame de Lourdes et est Reconnue comme sanctuaire de Bernadette Soubirous[47], une relique de cette sainte est conservée à l'église depuis le 8 novembre 1925[47].
- Église Saint-Rémy. Située dans le quartier du « Village », c'est la plus vieille église de la commune ; elle date de 1775[48].
- Chapelle Notre-Dame de Grâce. Elle est érigée en 1932 à l'initiative de R. Misonne et de sa famille[49].
- Chapelle Saint-Fiacre. Elle se trouve rue Paradis des Chevaux. Elle est inaugurée en octobre 1952 par Charles-Marie Himmer, évêque de Tournai[50].

#### Monuments et mémoriaux
- Monument des trois têtes, sur le rond-point de l'avenue Alain Debatty.
- Monument sur le rond-point des Vallées.
- Stèle Joseph Gailly, placée en 1956 à l'entrée de la cité Gailly, au coin des rues du Pont d'Arcole et du Rond-Point[16].
- Stèle Léopold Tibbaut, de forme pyramidale à trois faces renversée érigée au centre de la cité, elle porte l'inscription « Quartier Léopold Tibbaut »[18].
- Monument aux morts, inauguré en 1930, qui commémore les gilliciens morts pendant les guerres 1914-1918 et 1940-1945[51]. Il se situe sur la place Saint-Pierre.
- Buste d'Élie Braconnier, inauguré en 1937 par le sculpteur Jules Vanderstock, est fixé sur une roche avec des inscriptions gravées « Élie Braconnier, Directeur d'école, Bourgmestre, Sénateur, la population reconnaissante »[52].

### Culture

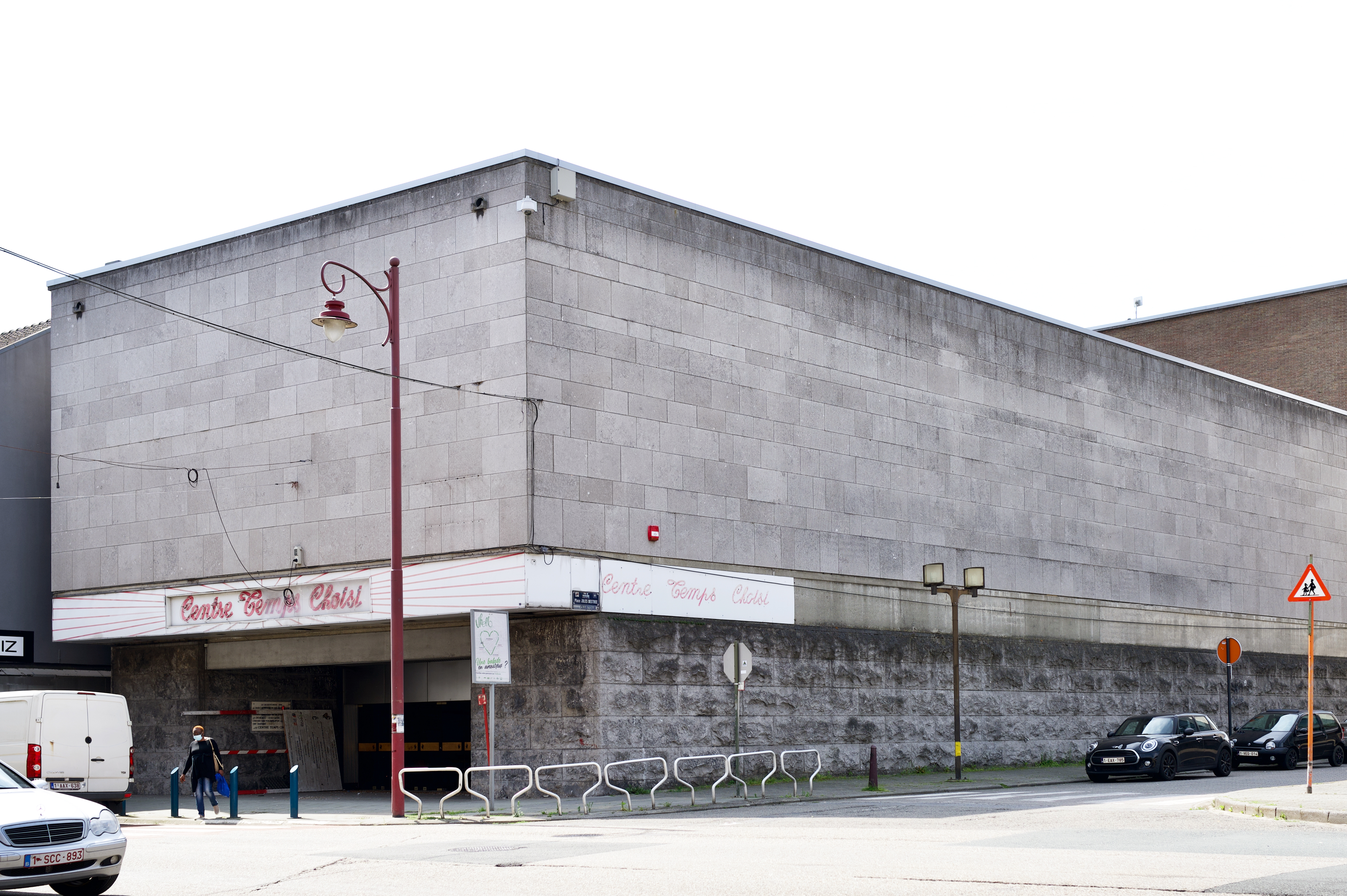
La salle de spectacle "Centre du Temps Choisi", chaussée de Lodelinsart.

La salle de spectacles Centre du Temps choisi construite par les architectes De Brigode, Balériaux & Associés en 1965 et inaugurée en 1986. Deux fois par an, aux mois d'octobre et de mai, se déroule la braderie de Gilly.
En début juillet, il y a la ducasse de Gilly-Haies.

### Folklore
Marche Notre-Dame de Lourdes, créée en 2009 se déroule dans le quartier du Sart-Culpart tous le 1er dimanche de septembre.

## Enseignement
- Haute École Louvain en Hainaut : sections infirmier, oncologie, radiothérapie, sage-femme SIAMU, technologue en imagerie médicale (supérieur).
- Établissement Communal d'Enseignement de Promotion Sociale de Gilly (ECEPS).
- Athénée royal de Gilly (secondaire).
- Lycée François de Sales (secondaire).
- École fondamentale libre du Sart-Allet (maternel et primaire).
- École fondamentale libre de Gilly Sart-Culpart et cité Germinal (maternel et primaire).
- École fondamentale libre Chantraine - Sacré-Cœur (maternel et primaire).
- Institut de la Visitation fondamental libre (primaire).
- École fondamentale communale des Haies (maternel et primaire).
- École fondamentale communale Gilly-Centre (maternel et primaire).
- École fondamentale communale Jules Destrée (maternel et primaire).

## Galerie

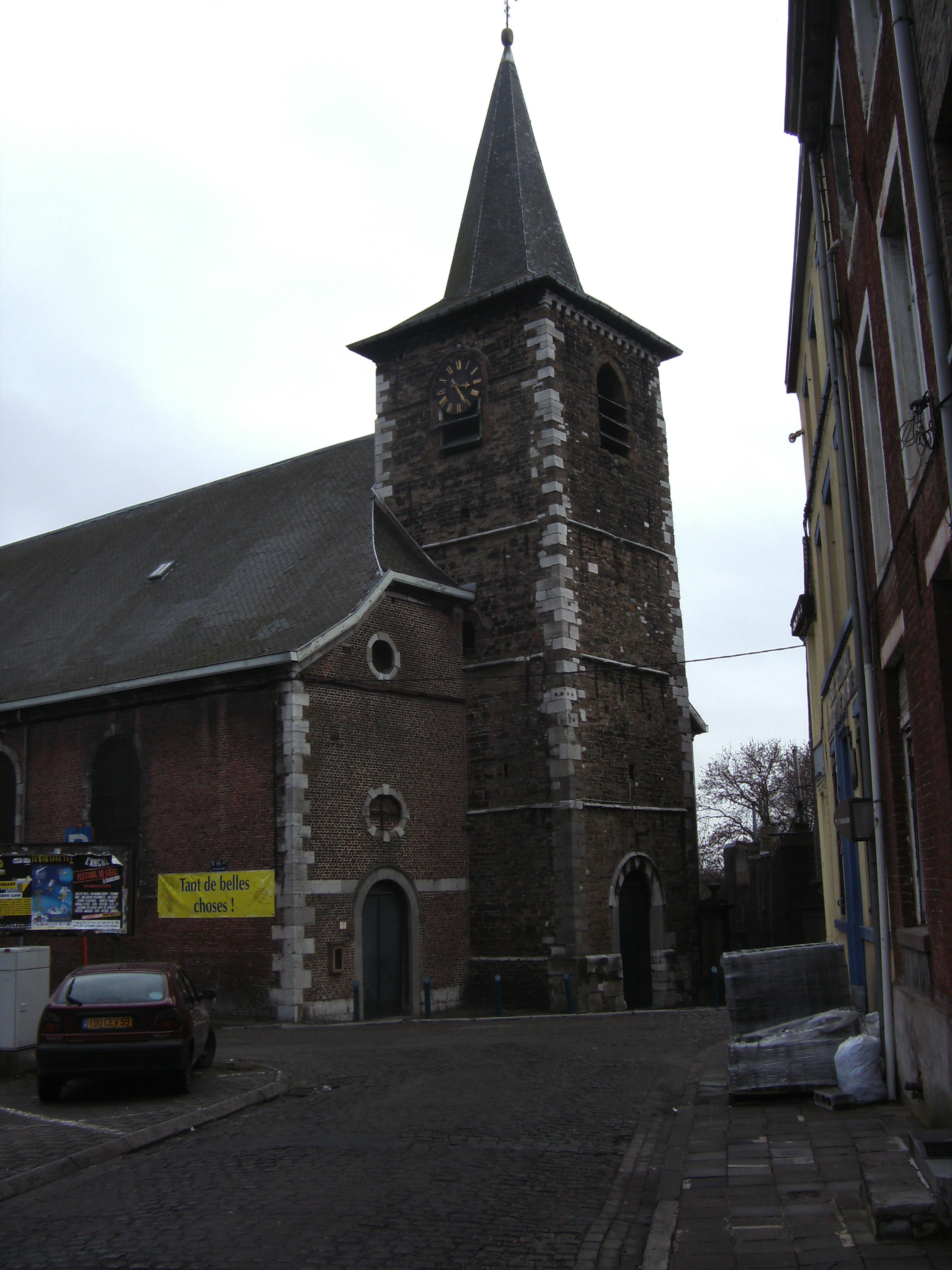
Église Saint-Remy. Tour du XVIe siècle - bâtiment édifié en 1775[54].
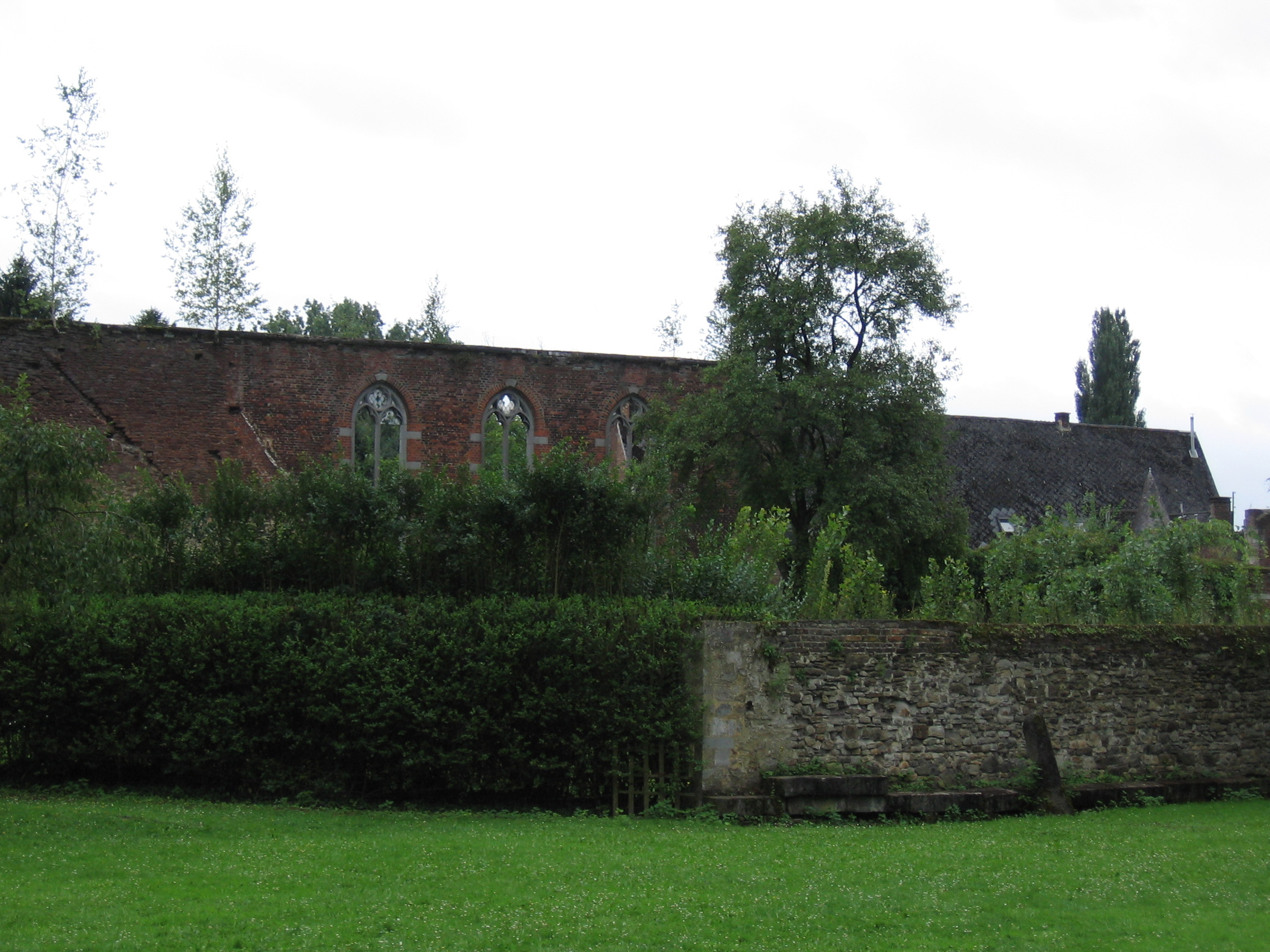
Ancienne abbaye de Soleilmont[55].
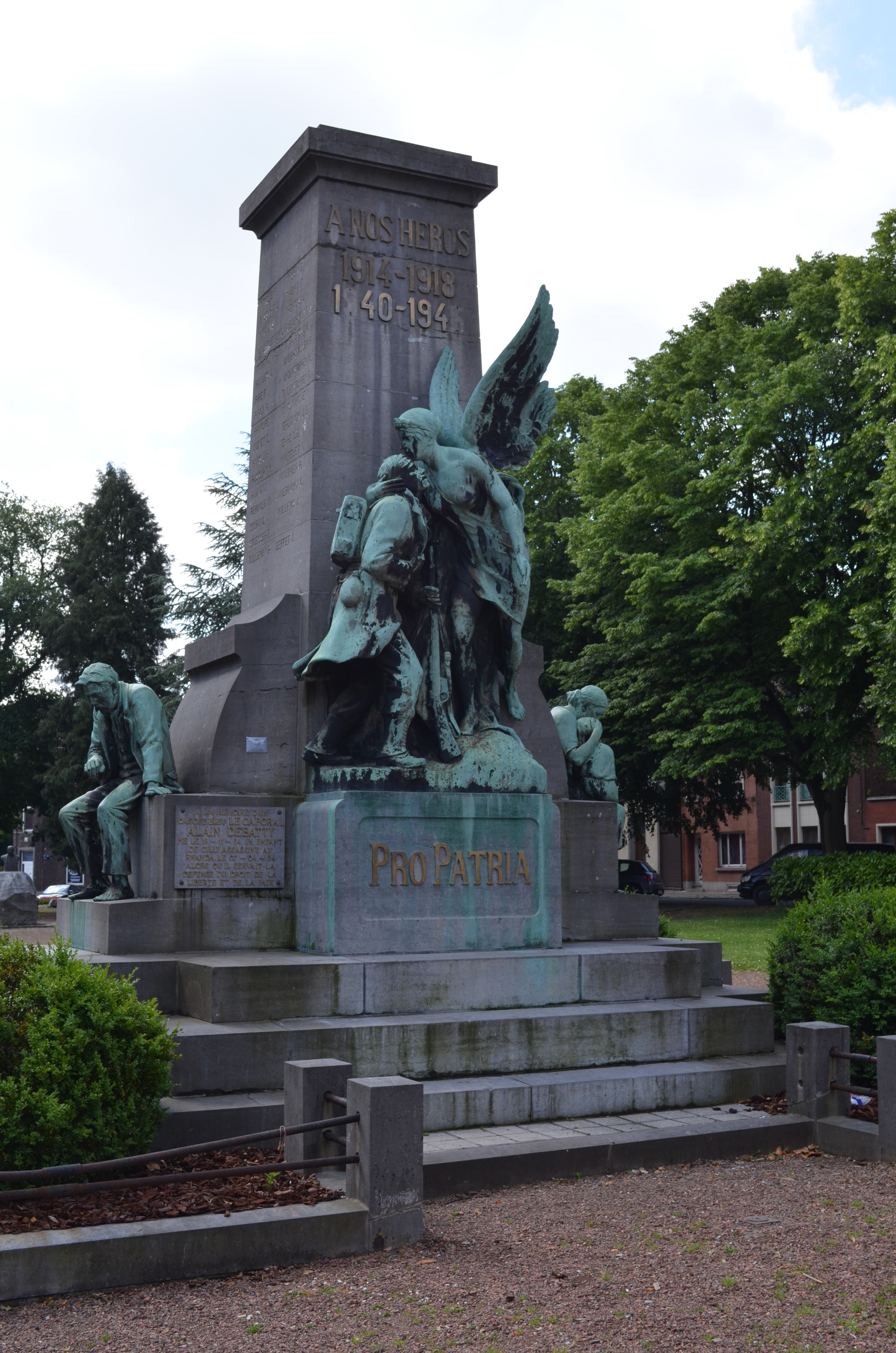
Monument aux morts de la place Saint-Pierre.
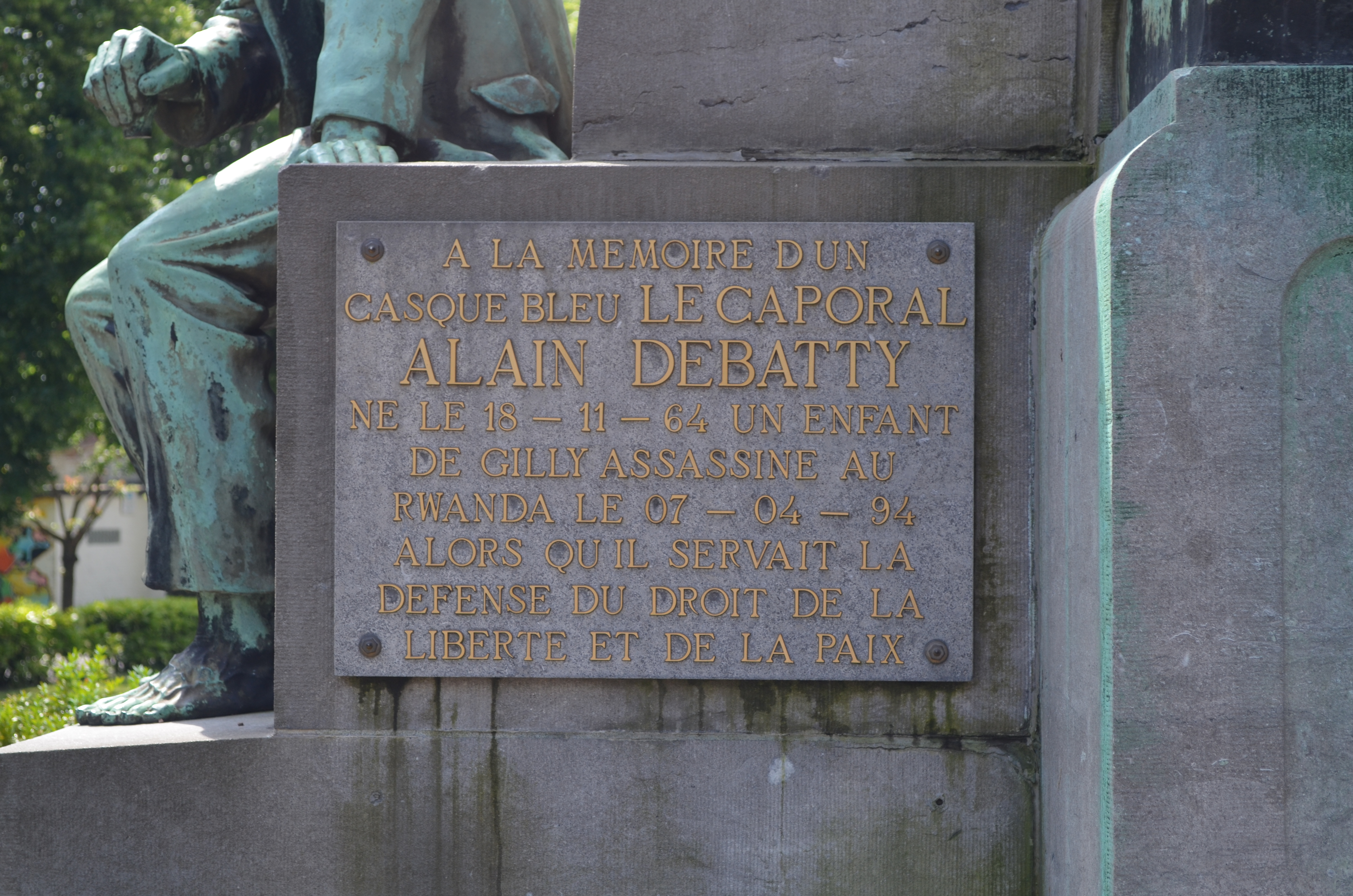
Plaque pour le casque bleu Alain Debatty sur le monument aux morts.
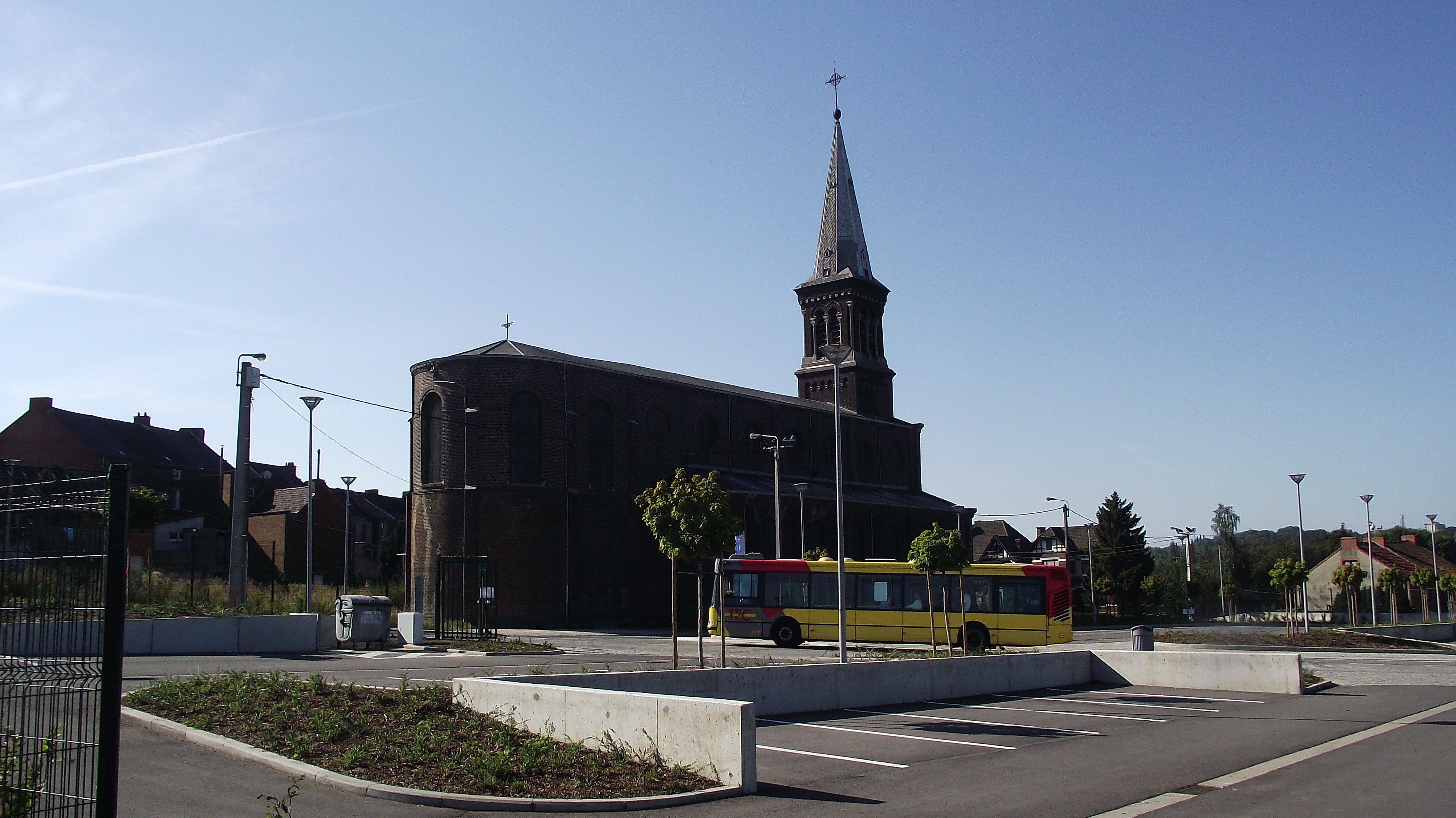
Église du Sacré-Cœur au Sart-Allet.
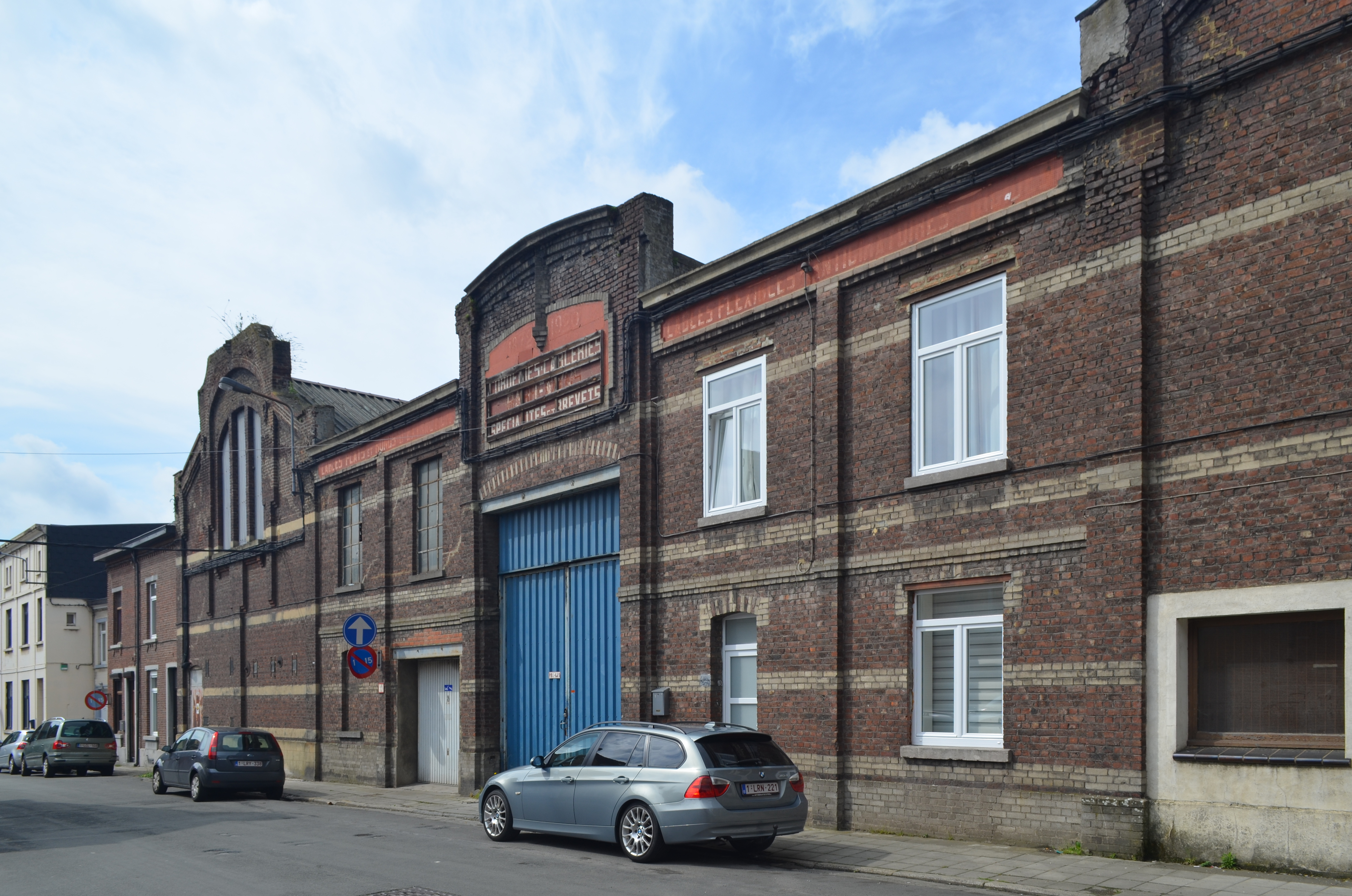
Les bâtiments de l'ancienne Corderie-câblerie, incendiés le 22 juillet 2021.
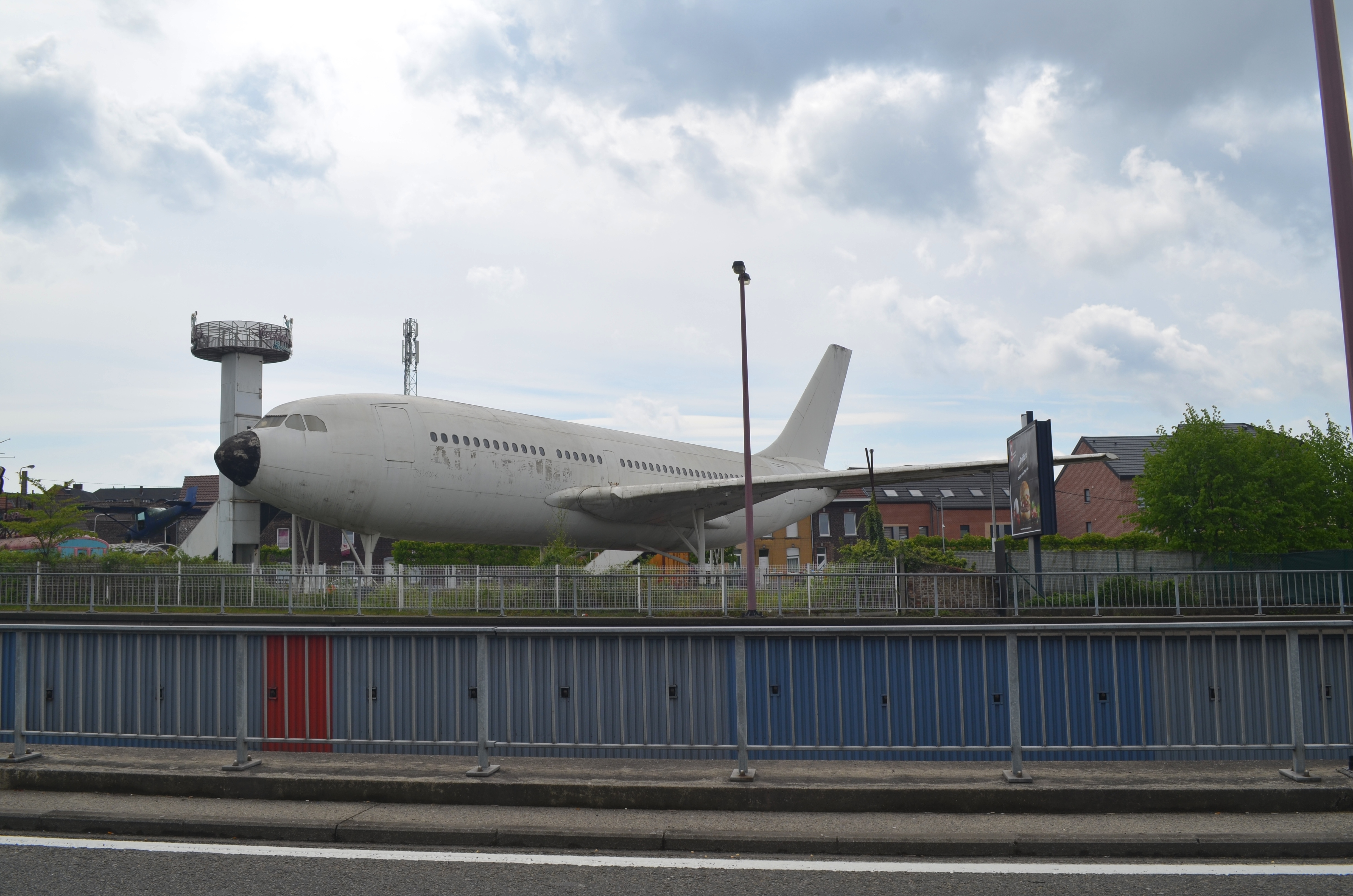
L'ancien « Airbus-café », installé en 1999 et détruit lors de l'incendie de novembre 2020. La carcasse a été retirée en juillet 2021.
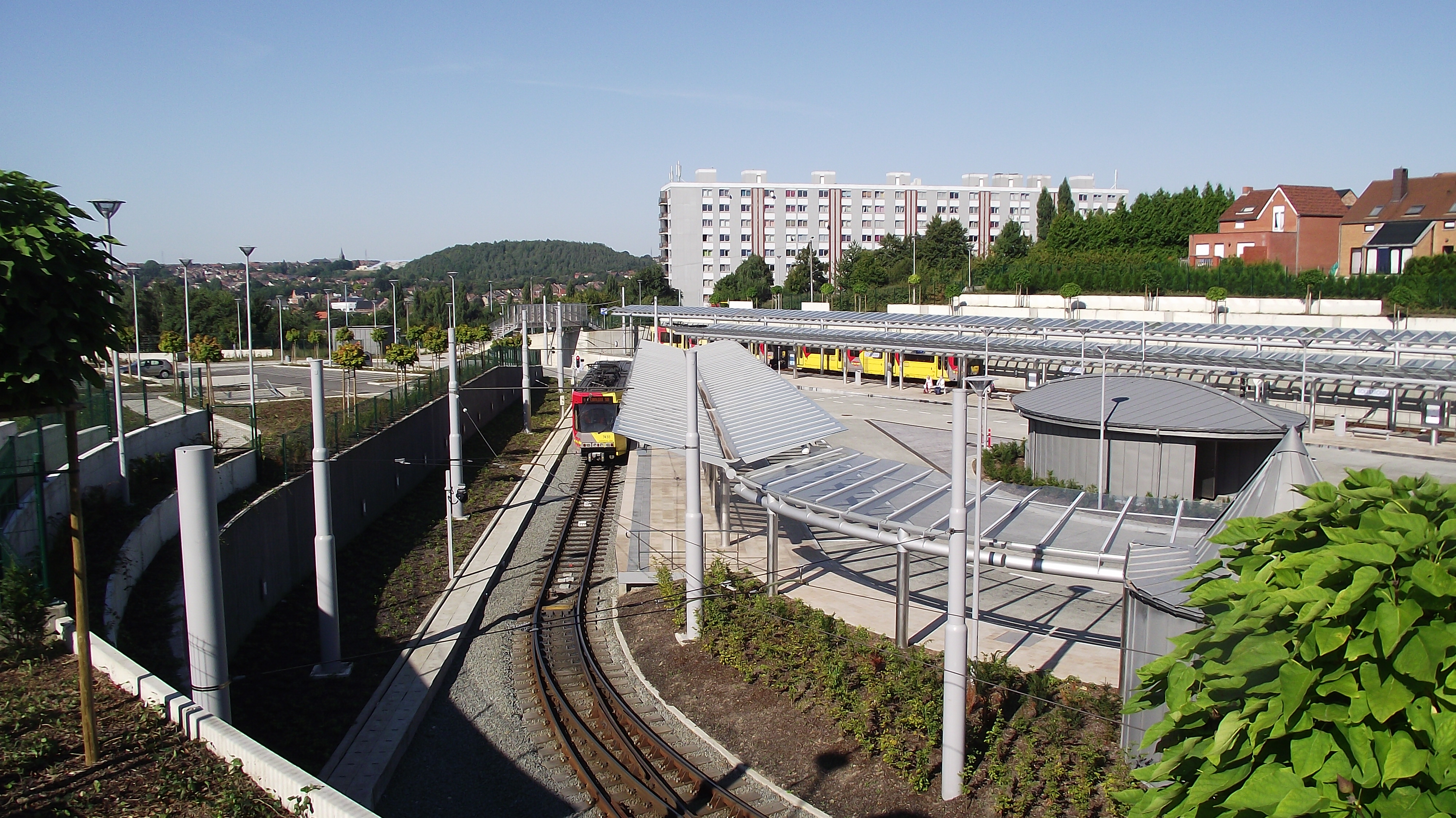
Station du métro léger, station « Soleilmont ».

## Communes homonymes

Évocation des quatre autres Gilly dans la station de métro « Gilly »
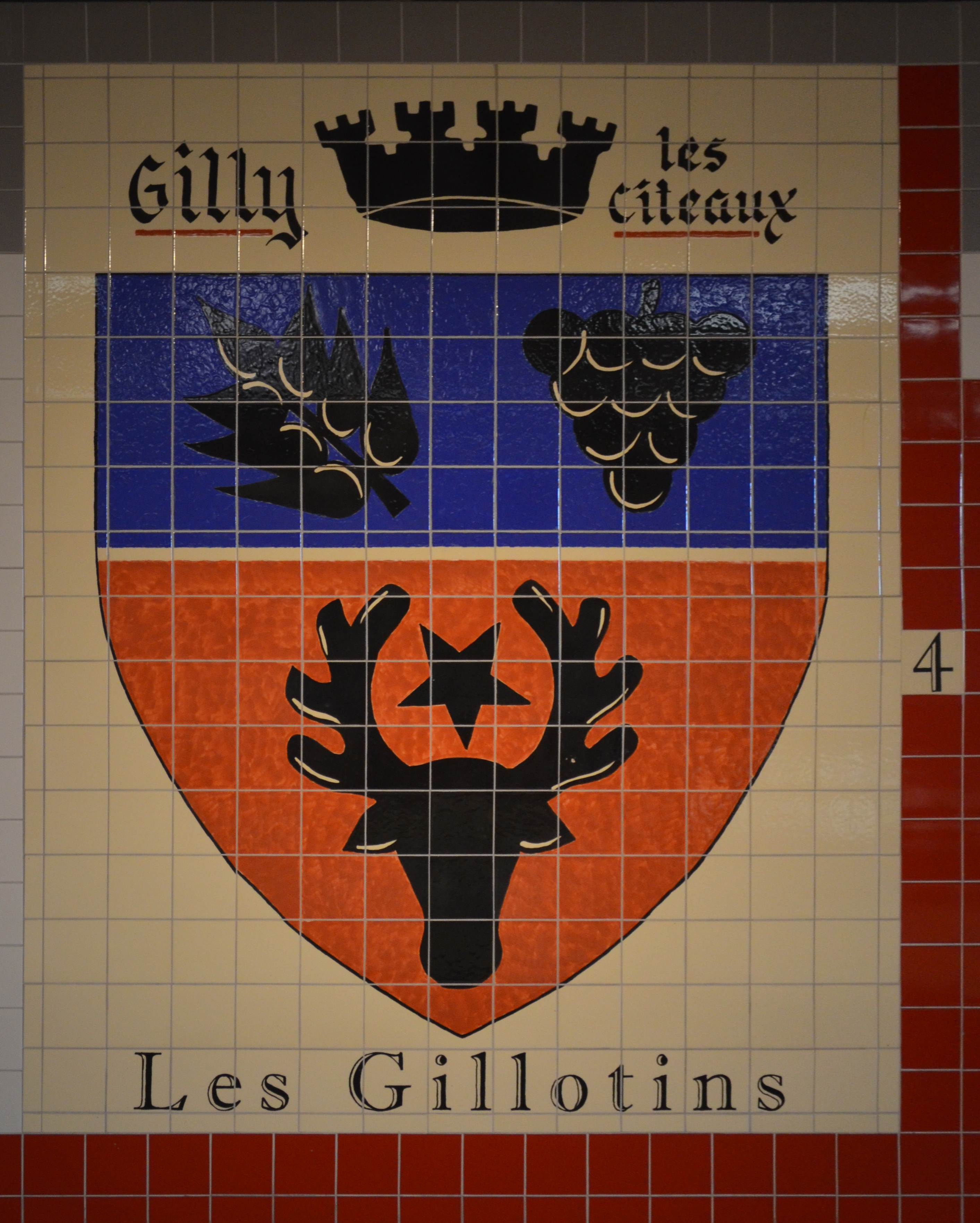
Gilly-lès-Cîteaux (France).
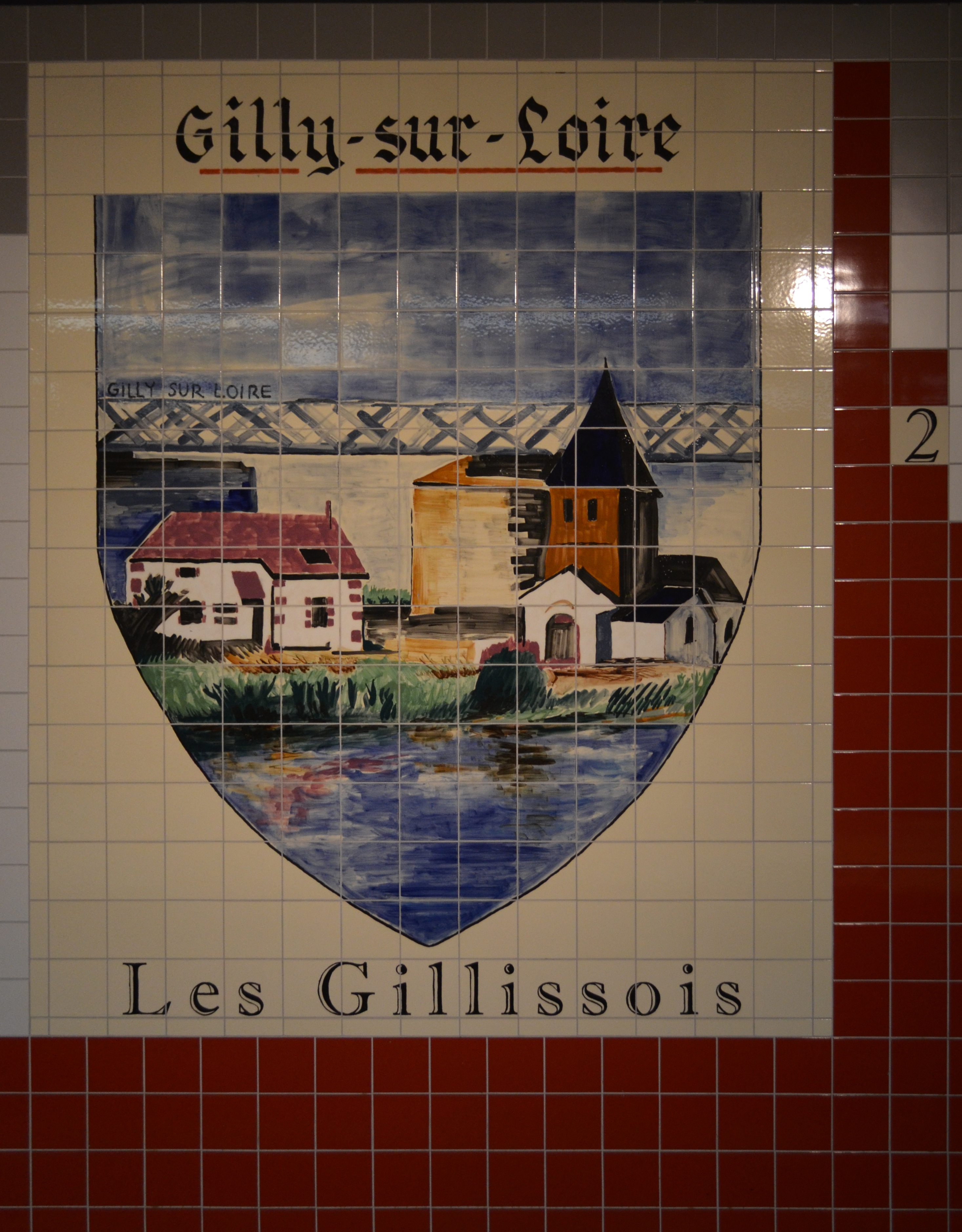
Gilly-sur-Loire (France).
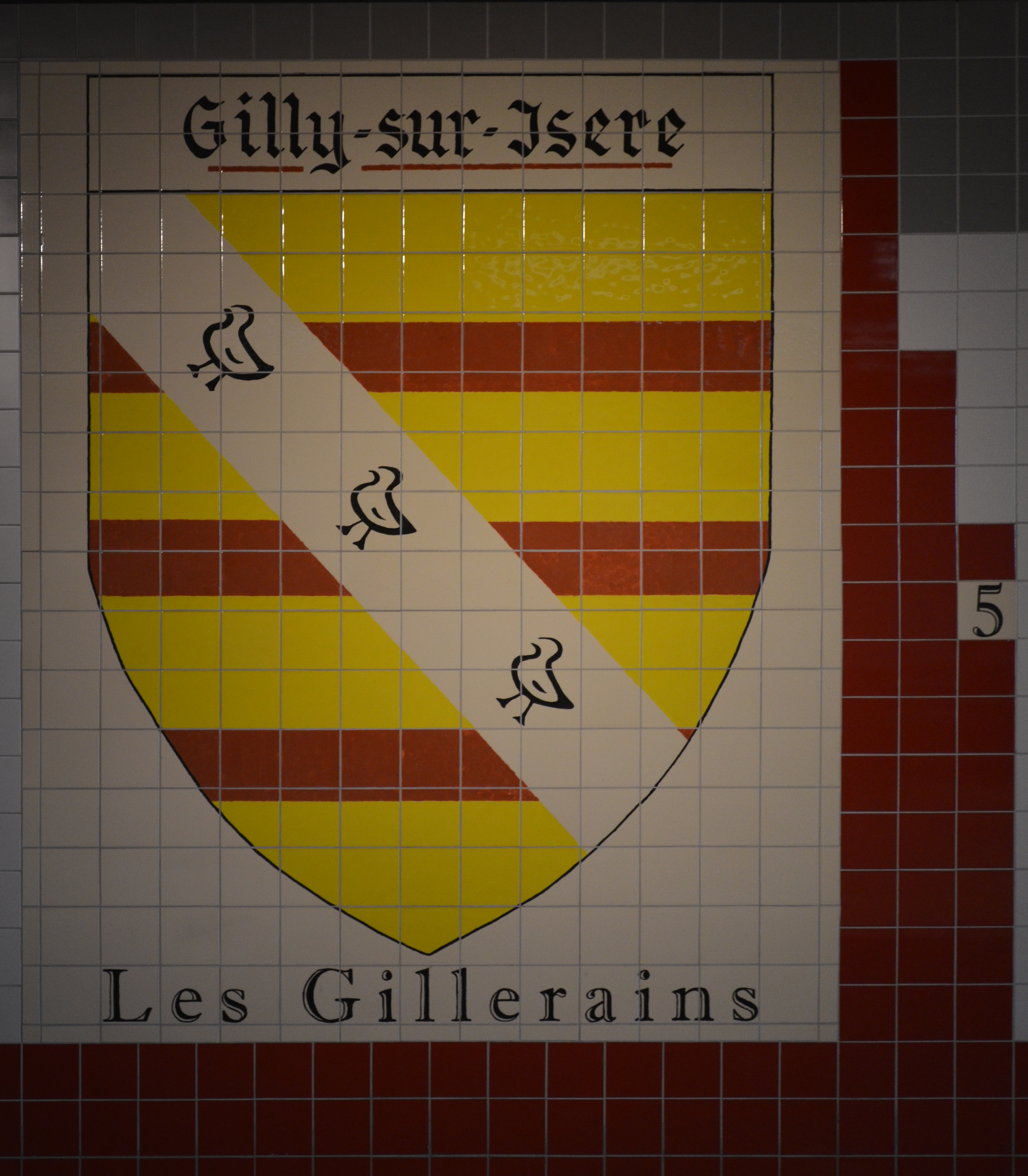
Gilly-sur-Isère (France).
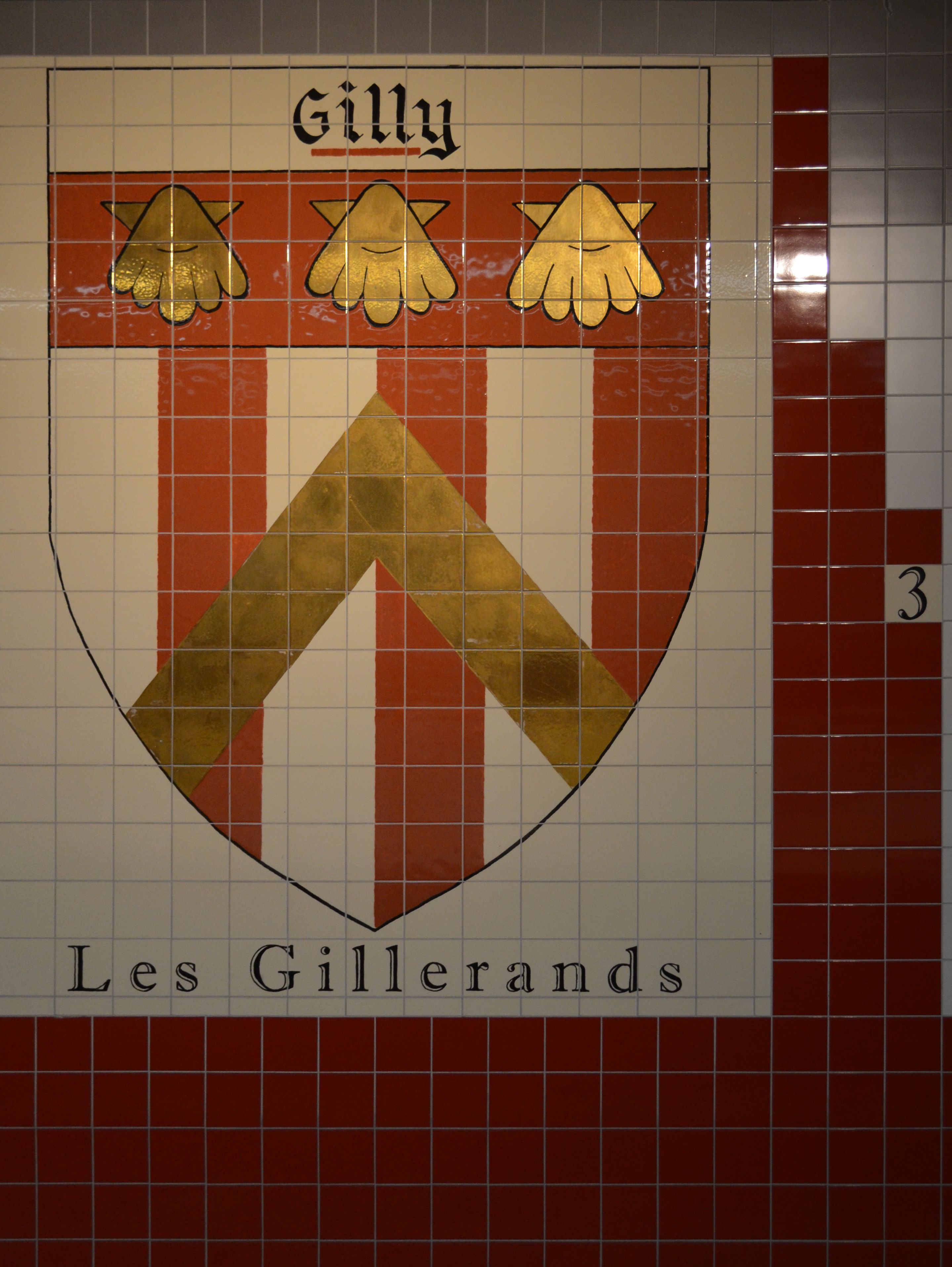
Gilly (Suisse).

## Économie

### Les industries
Les charbonnages :

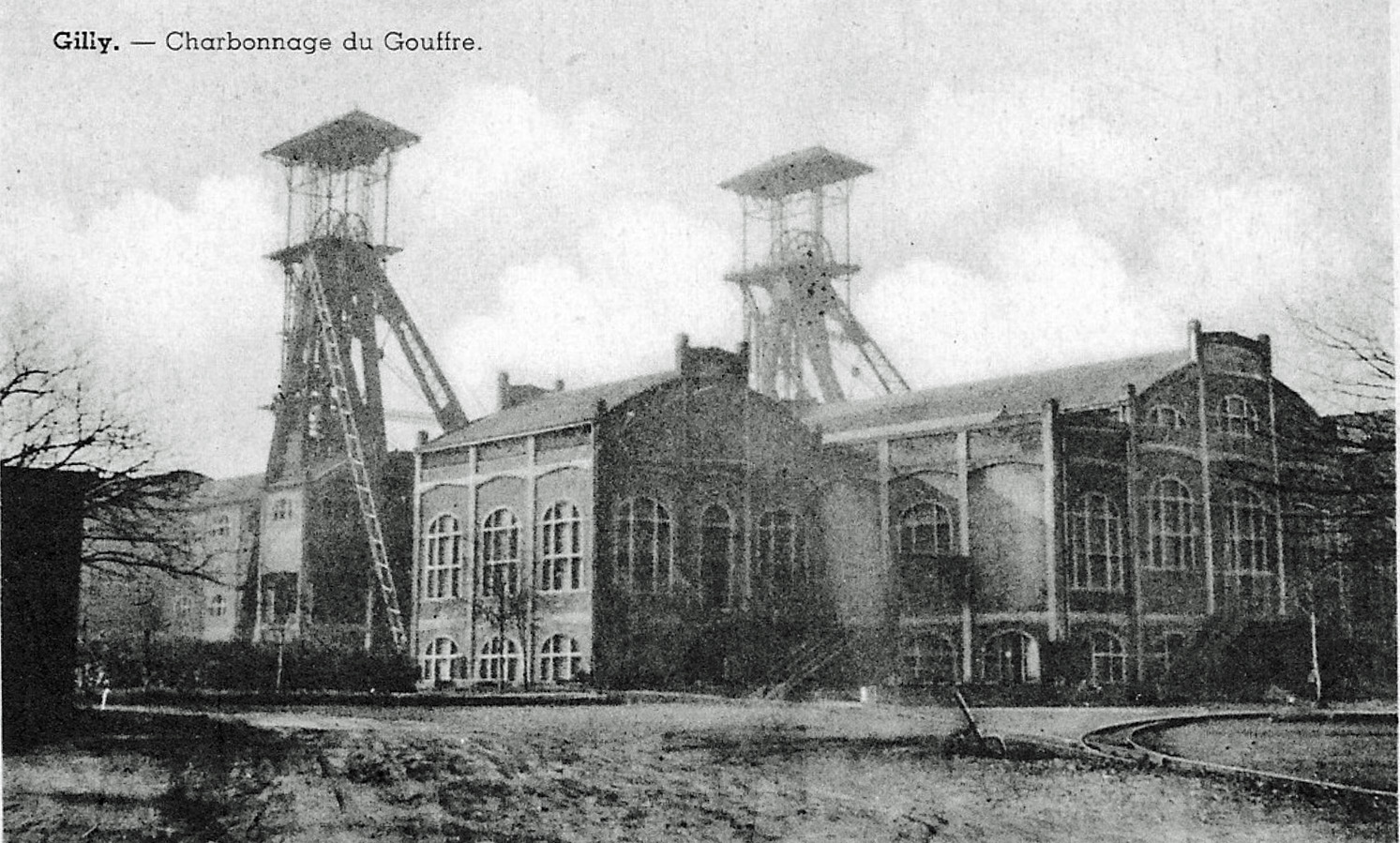
Le puits n°10 du charbonnage du Gouffre, qui se trouve à la limite avec Châtelineau.

- Le puits n°10 du charbonnage du Gouffre, qui se trouve à la limite avec Châtelineau.Charbonnage de Noël-Sart-Culpart : en activité jusqu'en 1960 ;
- Charbonnage Vallées-Congo et Yser : en activité de 1868 à 1952 ;
- Société des Charbonnages des Viviers Réunis ;
- SA des charbonnages du Nord de Gilly : en activité de 1874 à 1968 ;
- SA des Houillères Unies du Bassin de Charleroi : en activité jusqu'en 1963.

Les verreries :
- SA des verreries de Charleroi : verres dépolis et à dessins ;
- La Discipline à Gilly : usine de verre à vitre. Cette verrerie doit son appellation à sa réputation, les ouvriers estimant que, dans cette usine, « on est plus à la discipline qu’à l’armée ». Au milieu du XIXe siècle, le verre à vitre est l’une des branches de l’industrie verrière qui a contribué au rayonnement international de la région de Charleroi et ce, jusque dans les années 1870. En 1930, la Discipline est intégrée à une nouvelle société, l’Union des verreries mécaniques belges (Univerbel). Cette société fusionne avec la société Glaver en 1961 pour former Glaverbel. À cette époque, 1100 ouvriers travaillent à la verrerie La Discipline[56]. En 1981, Glaverbel est cédé à AGC Glass Europe.

### Reconversion économique
Les terrains autrefois occupés par les charbonnages font l'objet d'un projet de reconversion immobilière et commerciale. C'est ainsi qu'une superficie de 16 hectares du terrils des Combles Sainte Zoé au sud de la route de la Basse-Sambre abritera un quartier mixte à vocation essentiellement résidentielle.
Sur le site des Viviers, au croisement du Ring R3 et de la N90, Gilly voit actuellement la construction du Grand Hôpital de Charleroi (GHdC) qui fait partie du Réseau Hospitalier Charleroi Métropole. À partir de juin 2024, cet hôpital remplacera progressivement les implantations des hôpitaux Notre-Dame, Saint-Joseph, Reine Fabiola, l’IMTR et Sainte-Thérèse qui étaient jusque-là dispersés dans la région de Charleroi. L'ancien site de l'hôpital Saint-Joseph à Gilly sera ainsi transformé en zone de logements durables comprenant près de 400 nouveaux appartements, maisons, logements en « co-living » ainsi que des commerces de proximité et immeubles destinés aux professions libérales.
Parmi les autres entreprises/associations notables sur le sol de Gilly, l'on note :
- SA Entreprises Koeckelberg : secteur de la construction.
- ASBL Le Maillon : maison d’hébergement pour personnes handicapées mentales adultes « travailleurs et non travailleurs ». Elle est une création de l’Association de la Région de Charleroi pour l’Aide aux Handicapés Mentaux.

Dans le courant des années 2000, le TEC Charleroi entreprend de terminer la boucle du métro léger de Charleroi et de mettre en service la ligne M4 vers Gilly dans sa totalité.

### Santé

#### Hôpital
- Hôpital Saint-Joseph faisant partie du Grand Hôpital de Charleroi (GHdC)[58]. En 2024, il déménagera sur le site des Viviers à Gilly.

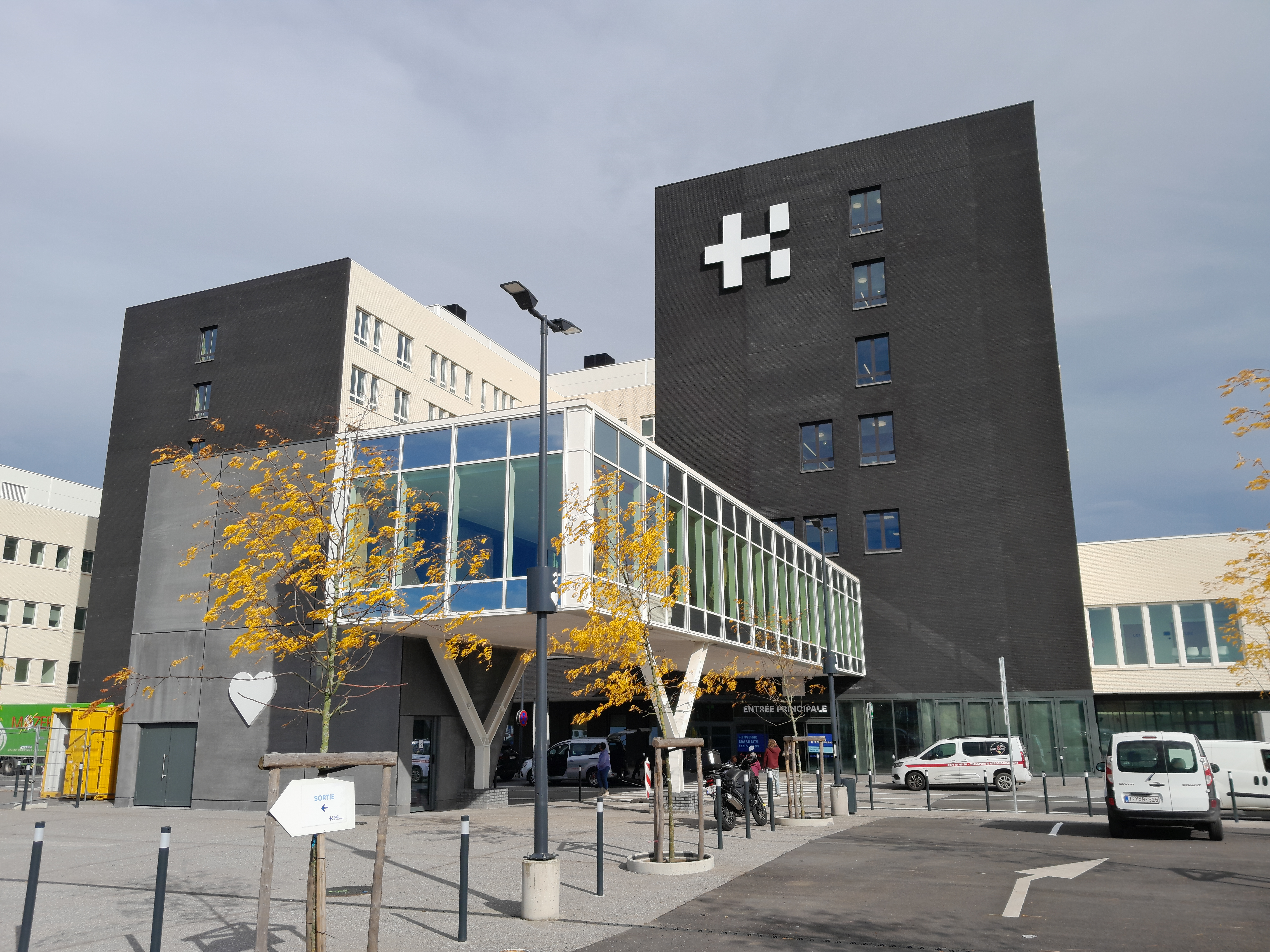
Grand Hôpital de Charleroi - site Les Viviers.

- Grand Hôpital de Charleroi - site Les Viviers.Le Grand Hôpital de Charleroi - Les Viviers : ouverture prévue dans le courant de 2024 sur le site des Viviers.

#### Maison de repos
- Maison de repos et de soins et résidence service "Résidence No p'tit nid", faisant partie du CPAS de Charleroi[59], impasse du Major.
- Le Corderie[60], rue Sainte-Agnès.

### Transports
Gilly est desservi par la ligne M4 du métro léger de Charleroi. C'est ainsi qu'on y trouve les stations Gazomètre, Gilly, Marabout, Sart-Culpart et Soleilmont qui constitue le terminus de la ligne M4.

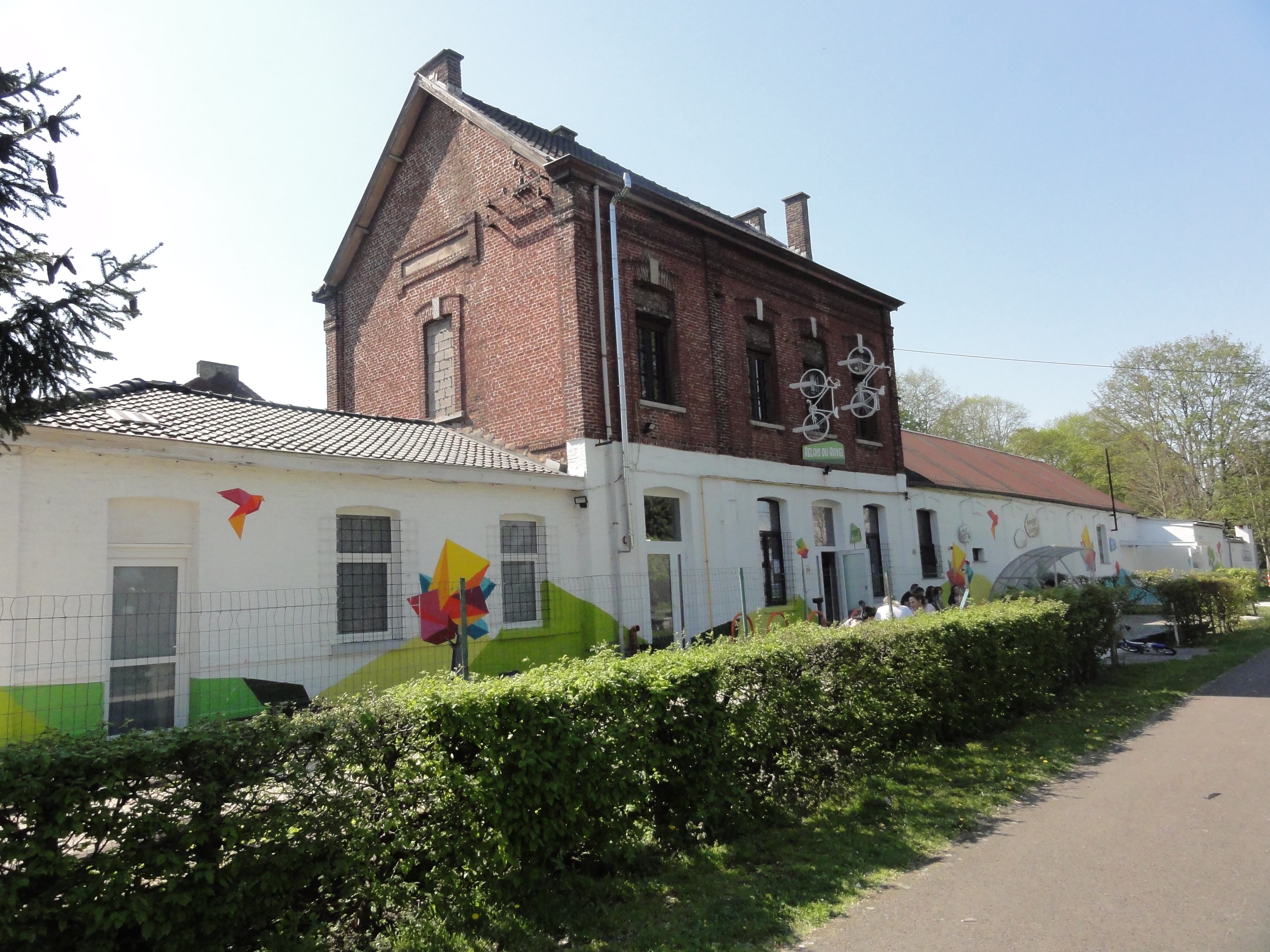
L'ancienne gare Gilly Sart-Allet, maintenant Relais du RAVel.

Au niveau routier et autoroutier, la localité se trouve au croisement du Ring R3 et de la N90.
Gilly possédait autrefois deux lignes de chemin de fer :
- la ligne 131 de Gilly (Y Noir-Dieu) à Bois-de-Nivelles : elle desservait les nœuds ferroviaires de Gilly, du Vieux-Campinaire et de Fleurus à partir de 1874. Elle est désormais désaffectée.
- la ligne 119 de Luttre à Châtelet : cette ligne a été en activité de 1874 à 1992. Les rails ont laissé la place au RAVeL de la Ligne 119 - La Houillère à vocation récréative pour les piétons et cyclistes qui s’est vu décerner le prix européen des voies vertes[61]. Il relie Gosselies à Châtelet. La gare de Gilly-Sart-Allet est devenue la propriété de l'association d'action sociale « Faim et Froid » et dénommée le « Relais du RAVeL ». Elle propose des équipements, activités et services aux utilisateurs de la voie verte qui a remplacé la ligne ferroviaire, mais aussi aux habitants du quartier.

## Sports et vie associative

### Sports

#### Clubs
Le RFC Gilly est le club de football de la commune qui évolue en provinciale 1 du Hainaut. Créée en 1912, l'Union sportive de Gilly a été jusqu'à la Seconde Guerre mondiale un club de football de Gilly avant que le RFC Gilly prenne sa succession.

#### Evénements
Depuis 2015 se déroule au mois d'avril le jogging de l'abbaye de Soleilmont avec une distance de 5 et 10 km. Le parcours emprunte des sentiers du bois de Soleilmont. Le jogging fait partie du challenge du Hainaut de jogging.

#### Infrastructures
À Gilly, se trouvait le vélodrome de Charleroi qui est abandonné depuis la fin de sa construction à cause de sa piste qui est trop inclinée. Stade du RFC Gilly, rue des Vallées à côté du vélodrome.

### Vie associative
Siège de la Fédération des Patros, organisation de jeunesse. Le « Gazo » est une maison pour jeunes située près de l'Athénée royal de Gilly. Une école des devoirs est aussi organisée par cette ASBL.